# 終之空
《终之空》是KeroQ公司1999年8月27日發售的冒险游戏。2002年發售成人動畫OVA。

## 概要
终之空（終ノ空，罗马字：Tsui no Sora）是由ケロQ推出的一款电波、狂气、哲学类的文字冒险游戏，于1999年8月27日发售。充满哲学元素的实验性作品。以维特根斯坦的语言为基调，相比语言方面，更关心探讨认识论层面的问题。相比英美哲学，更多地受德国哲学影响。
2020年12月25日，终之空Remake版和素晴日十周年纪念版绑定发售。
2025年7月20日，终之空Remake 2025ver版和素晴日十五周年纪念版绑定发售。
终之空是一款实验性且有浓厚哲学气息的文字冒险游戏，致敬了维特根斯坦。而2010年ケロQ发售的文字冒险游戏《美好的日子_～不連續存在～》则继承了这一点，与终之空使用了相同的题材、有相同名字的人物登场。
早期的终之空游戏基于Macromedia开发，系统非常简陋，操作性上也只能按左键，成为了玩家基于差评的重要一点。而Remake版采用了Artemis Engine引擎。
此外，2010年ケロQ发售的游戏《美好的日子 ～不連續存在～》与此作剧本SCA-自使用相同的题材，有姓名相同或相似的角色登场，但并不是此作重制版，也不能视作续集，视角有很大差别。

## 剧情简介
某同学们的突然死亡，据说是为了制止世界之终结到来的仪式。于是疯狂充斥校园。此作叙述的就是在“终之空”到来之前，从四位主角因各自有差异的认识，从各自的视点而呈现的故事。

## 登場人物
水上行人
本作的主角。眼神不友善，冷淡，但根性温柔。
若槻琴美
行人的青梅竹马。本作女主角。参加了学校的剑道部。成绩优秀、体育全能的才女，但不因此而傲慢，性格温柔。是班上唯一对高岛以好意相待的人。

故事开头自杀的女学生。外表柔弱而若有所思，因容貌漂亮遭反感而备受欺辱。

行人的同班同学。容姿像女性，体型纤细。与高岛一样，也受欺凌。后以语言摆弄和控制学生。
音無彩名
行人的同班同学。周围弥漫不可思议气氛的少女。头脑明晰，可与琴美争夺第一名的优秀学生。孤立于学生群体之外，但不是学生欺凌的对象。在班级陷于疯狂时保持静观。

剑道部琴美的学妹。可爱的小个少女。性格认真，对待人礼貌过头，让琴美头疼。与其表兄性格相反。
清川明日美
行人等人的班主任。看上去像苦命美女。对于卓司等人遭学生欺凌的事睁一只眼闭一只眼。

卓司妄想的产物，萝莉系美少女。扶她。

## 制作人员
- 脚本：SCA-自
- 原画：SCA-自、基4%、にのみー隊長

## 相關商品
- 小説 終ノ空　（ムービック 1999年12月 ケロＱ/原作、館山緑/文 ISBN 4-89601-463-4）
- OVA 終ノ空　（N43Project DVD 30分 2002年8月10日）[5]